# 熊貓快餐
熊貓快餐，美国连锁餐厅，以美式中國快餐為主，由程正昌創立。它主要运营于大型购物中心、超市和商业街中。连锁店供应多种食品，如橙子鸡、东方鸡，配以炒饭或炒面。
熊貓快餐目前在全球擁有超過2,000間門市，主要分布於美國50州與哥倫比亞特區、波多黎各、關島，並在加拿大、墨西哥、瓜地馬拉、薩爾瓦多、阿拉伯聯合大公國、南韓、日本、俄罗斯等地設有分店。
熊貓快餐的总部设于美國加州洛杉磯縣的柔似蜜市。其母公司為熊貓餐飲集團。

## 歷史

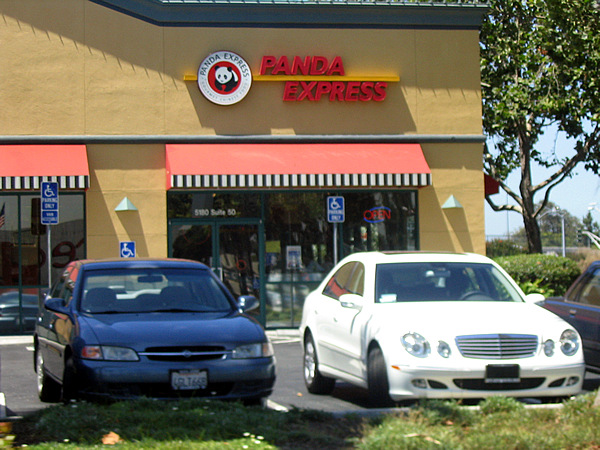
熊貓快餐的典型店面

1973年，程正昌與其家人於美國加州帕薩迪納開設第一間Panda Inn餐廳。1983年，Donahue Schriber Real Estate邀請程正昌於格倫代爾的購物中心美食街開設一快餐版本的Panda Inn，首間熊貓快餐（Panda Express）於是在該年十月開幕。第二間分店則是在兩年後於Westside Pavilion開張。自1985年起，熊貓快餐在美國境內穩定擴張。Andy Kao廚師於1987年在熊貓快餐的夏威夷分店創造出今天的熊貓快餐招牌菜橙子鸡（orange chicken）。
2020年10月初，有报道称熊猫快餐在中国云南开设分店，
但10月19日，创始人程正昌通过中国烹饪协会发表声明该分店为仿冒加盟店。

## 餐點
原始餐點的食譜來自程正昌的父親程明才，料理風格為川揚菜，但在口味上修改到更接近於美國人的口味。